# پلنگ سری‌لانکایی
پلنگ سری‌لانکایی (نام علمی: Panthera pardus kotiya) یکی از ۹ زیرگونهٔ پلنگ و بومی سری‌لانکا است. این زیرگونه، نخستین بار در سال ۱۹۵۶ توسط پائولز ادوارد پیریس، جانورشناس سری‌لانکایی توصیف شد. از سال ۲۰۲۰، پلنگ سری‌لانکایی به‌عنوان جانوری آسیب‌پذیر در فهرست سرخ آی‌یوسی‌ان ثبت شده‌است، زیرا جمعیت آن کمتر از ۸۰۰ فرد بالغ برآورد می‌شود که این تعداد نیز، احتمالاً رو به کاهش است.

## ویژگی‌ها

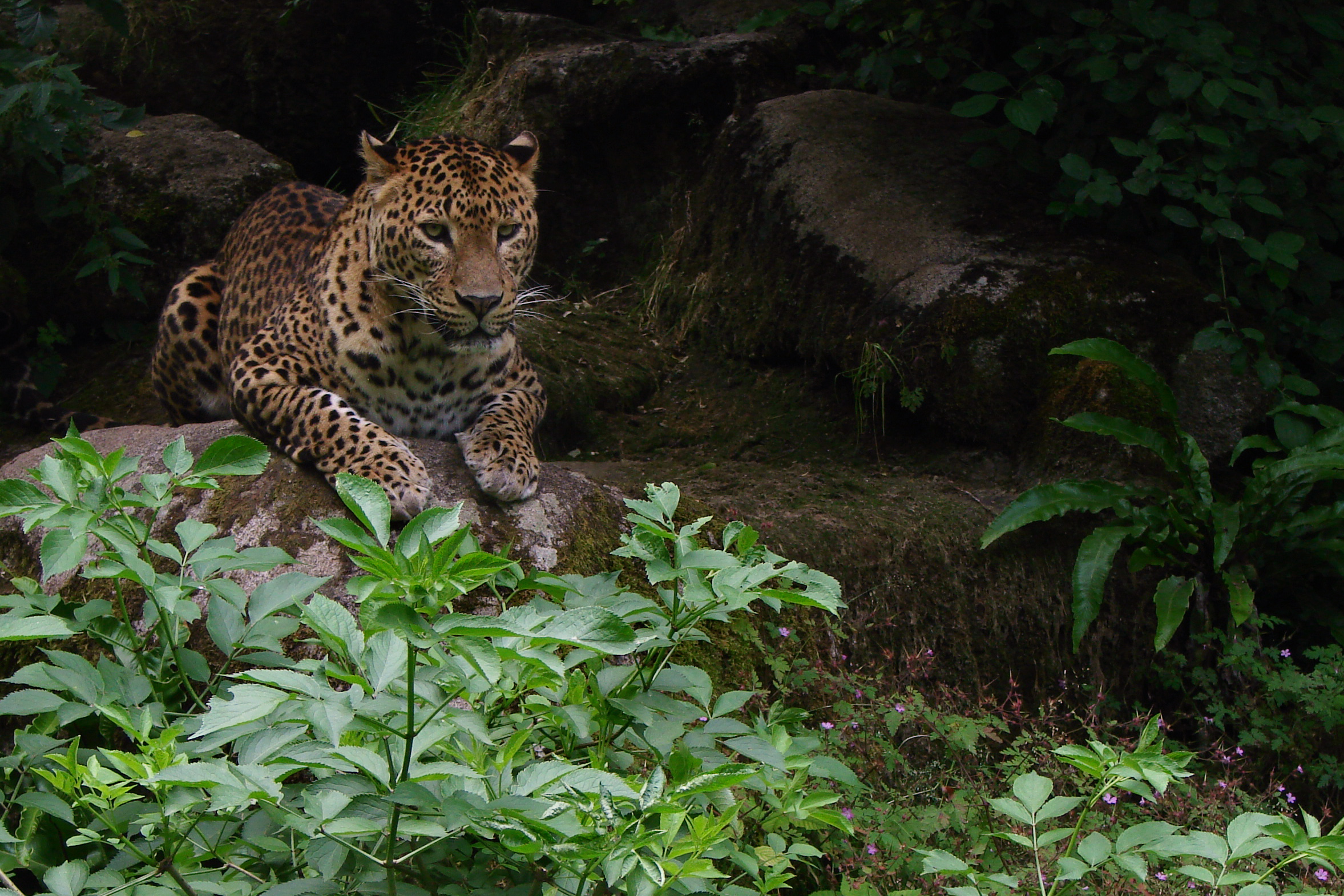
پلنگ سریلانکا (Panthera pardus kotiya) در باغ وحش Doué-la-Fontaine.

پوشش این پلنگ، زرد مایل به قهوه‌ای با خال‌های سیاه و کوچک‌تر در مقایسه با پلنگ هندی است. وزن جنس نر ۵۵ کیلوگرم و وزن جنس ماده آن ۳۰ کیلوگرم است.
پلنگ‌های سیاه (ملانیستی) نادر هستند اما در اکتبر ۲۰۱۹، وزارت حفاظت از حیات وحش سری‌لانکا، برای نخستین بار، فیلمی از یک پلنگ سیاه سری‌لانکایی را، ضبط کرد. طول عمر پلنگ سری‌لانکایی بین ۱۲ تا ۱۵ سال در طبیعت و تا ۲۲ سال در اسارت است.

## زیستگاه
بزرگ‌ترین تهدید این زیرگونه پلنگ، تکه‌تکه شدن و جزیره‌ای شدن زیستگاه‌ها است. نواحی گوناگون جنگل‌های سری‌لانکا (گرمسیری، مرتفع و سرد و خشک) زیستگاه این گربه‌است. پلنگ‌های سری‌لانکایی در تمامی زیستگاه‌های جزیرهٔ سری‌لانکا، در مناطق حفاظت‌شده و سایر مناطق، یافت می‌شوند. به سبب شکارهای بی‌رویه و جنگ داخلی در سری‌لانکا، نسل این پلنگ در آستانهٔ انقراض قرار داشت اما در سال‌های اخیر مجامعی جهت حفاظت از آن در سری‌لانکا ایجاد شده‌است.

## تغذیه
پلنگ سری‌لانکایی از پستانداران کوچک و بزرگ مانند گوزن یال‌دار، گراز، میمون، گاومیش، خزندگان و پرندگان تغذیه می‌کند. در نواحی کم‌باران، گوزن خالدار غذای اصلی آن‌هاست. این جانور همچنین گوزن سمبر و گوزن فریادکش را شکار می‌کند.